# Dynapac

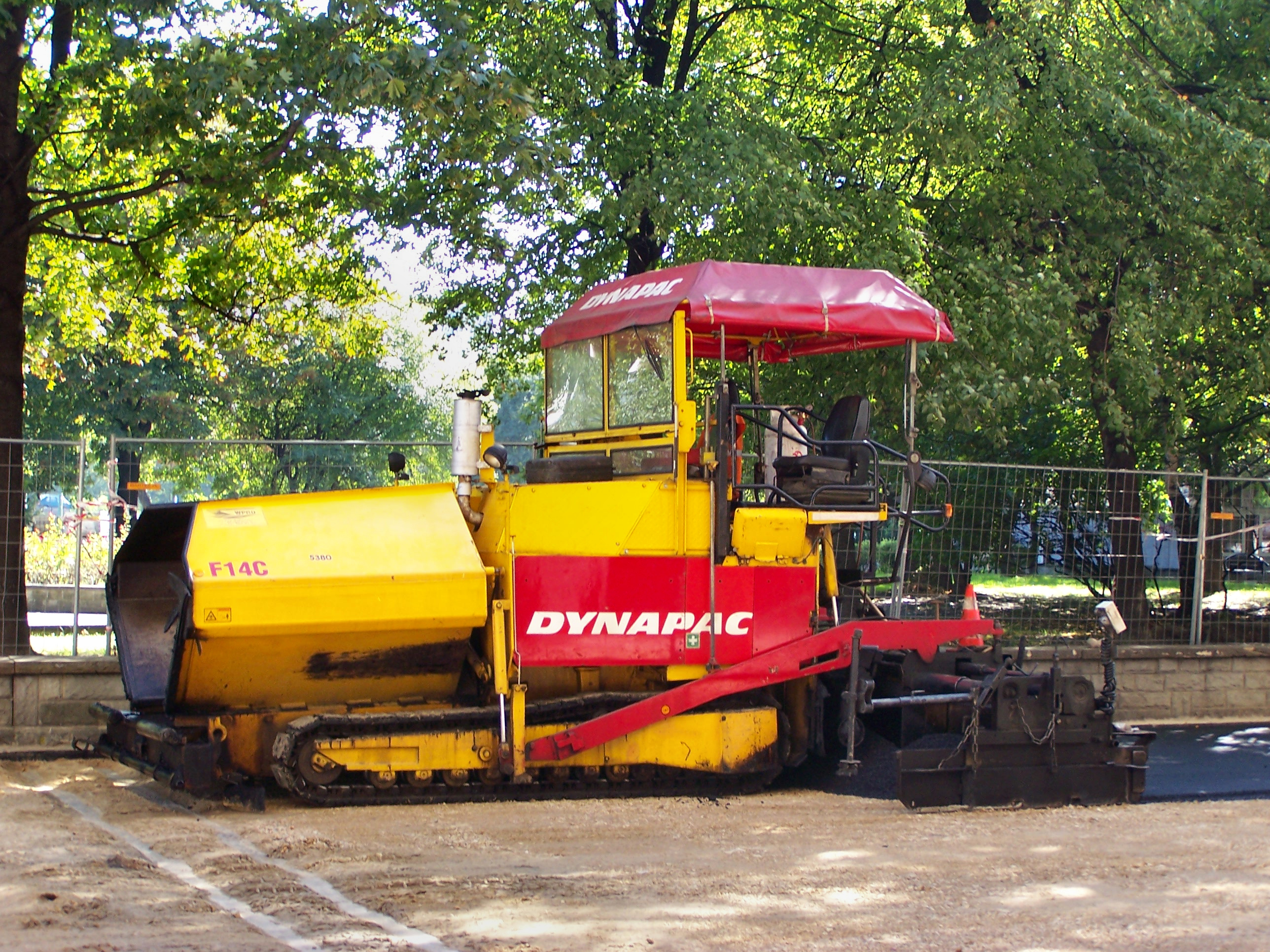
Rozściełacz marki Dynapac, model F14C

Dynapac – szwedzka firma założona w 1934 roku w Sztokholmie jako AB Vibro Betong, której działalność obejmuje sprzedaż oraz serwis maszyn i urządzeń do zagęszczania i rozkładania mieszanek mineralnych, mineralno-asfaltowych, gruntu i betonu.
Siedziba główna firmy znajduje się w Szwecji. Natomiast zakłady produkcyjne w Szwecji, Niemczech, Francji, Brazylii, Stanach Zjednoczonych i Chinach. Centra sprzedażowe Dynapac znajdują się w 16 krajach a produkty dostępne są w 115 krajach.
Od 2007 roku Dynapac należy do grupy Atlas Copco. W Polsce Dynapac reprezentowany jest przez Dynapac Poland Sp. z o.o. z siedzibą w Katowicach.